# Hiromu Arakawa
Hiromu Arakawa (荒川弘美 Arakawa Hiromu?, Tokachi, 8 de mayo de 1973) es una mangaka japonesa conocida por su manga Fullmetal Alchemist, que fue un éxito doméstico e internacional, y fue adaptado a dos series de anime.
Se dibuja a sí misma como una vaca con lentes. Su nombre de nacimiento es Hiromi (弘美), pero usa como seudónimo la versión masculina de su nombre, Hiromu.

## Biografía
Arakawa nació y creció en una granja productora de lácteos. Tiene tres hermanas mayores y un hermano menor. Desde pequeña Arakawa quiso ser artista de manga y durante sus años escolares a menudo dibujaba en sus libros de texto. Después de graduarse, tomó clases de pintura al óleo una vez al mes por siete años mientras trabajaba en la granja familiar. Fue aquí donde aprendió sobre la ética del trabajo que se ve reflejada en varios de sus personajes y que inspira la idea del "intercambio equivalente" de su manga Fullmetal Alchemist. Durante esta época dibujaba dōjinshi con sus amigos y yonkoma para una revista.
En el verano de 1999 Arakawa se mudó a Tokio, y comenzó su carrera en la industria del manga como asistente de Hiroyuki Etō, autor del manga Mahojin Guru Guru. Su carrera como artista propia comenzó en 1999 con la publicación de Stray Dog en la revista Monthly Shōnen Gangan. Stray Dog ganó el noveno premio "Shōnen Gangan." En el 2000 publicó un capítulo de Shanghai Yōmakikai en la misma revista. Fue en julio de 2001 que Arakawa publicó el primer capítulo de Fullmetal Alchemist en Monthly Shōnen Gangan. La serie consta de 108 capítulos y el último se publicó en julio de 2010, y se recopila en veintisiete volúmenes. Cuando el estudio Bones adaptó el manga a una primera serie de anime, Arakawa los asesoró en el desarrollo inicial. Sin embargo, no se involucró en la construcción del guion, por lo que esta primera adaptación al anime tuvo un final diferente al del manga. La serie ganó el 49.º premio Shogakun Manga en la categoría shōnen en 2004. Cuando la segunda adaptación de la serie al anime se acercaba a su final, Arakawa le mostró al director Yasuhiro Irie sus planes para el final del manga haciendo que ambos coincidieran y terminaran en fechas cercanas.
Tuvo a su primer hijo en 2007 pero no hizo uso de la baja por maternidad. En una entrevista el 12 de febrero de 2014, Arakawa mencionó que su tercer hijo había nacido unos cuantos días antes. Además de esto, no se sabe mucho más sobre su vida personal.
Actualmente vive en Tokio y ha publicado otros tres trabajos, Raiden 18, Sōten no Kōmori (también conocido como Bat in Blue Sky) y Silver Spoon. Arakawa colaboró con Studio Flag en la creación de Hero Tales bajo el nombre de Huang Ji Zhou. En la adaptación al anime de la serie, fue responsable del diseño de los personajes. También dibujó la portada de la edición japonesa de la novela The Demon's Lexicon de la autora Sarah Rees Brennan.
En abril de 2011, Arakawa comenzó una serie nueva llamada Silver Spoon en la revista de Shogakukan Weekly Shōnen Sunday. En lugar de escribir otra serie de fantasía como Fullmetal Alchemist, Arakawa se quiso retar a sí misma al intentar hacer una historia más realista con Silver Spoon. Pronto se convirtió en uno de los títulos mejor vendidos de Shogakukan y A-1 Pictures produjo una serie de anime en julio de 2013. En ese mismo año comenzó la adaptación de la serie de novelas de Yoshiki Tanaka The Heroic Legend of Arslan de la revista de Kodansha Bessatsu Shōnen Magazine.
A finales de 2021, concretamente el 10 de diciembre, comenzó la publicación de su nueva serie llamada Yomi no Tsugai, en la revista Gekkan Shōnen Gangan.

## Obras
- Stray Dog (1999) (ganador del primer premio en los novenos premios de Shōnen Gangan).
- Totsugeki Tonari no Enikkusu (突撃となりのエニックス) (2000).
- Shanghai Yōmakikai (上海妖魔鬼怪) (2000), más tarde continuado en 2002 con un capítulo en la Gangan WING y en 2006 con un par de capítulos en la Shōnen Gangan.
- Fullmetal Alchemist (鋼の錬金術師) (2001-2010), (premio en la sección de Shōnen de la edición número 49 (2004) de los Premios de Manga de Shōgakukan).
- RAIDEN-18 (dos capítulos publicados en Sunday GX) (2005).
- Sōten no Kōmori (蒼天の蝙蝠) (publicado en la Gangan Custom) (2006).
- Hero Tales (Jyūshin Enbu) (獣神演武) (2006-2010).
- Aristocracia campesina (百姓貴族 Hyakushou Kizoku) (2008).
- Silver Spoon (銀の匙 Gin no Saji?) (2011-2019).
- La heroica leyenda de Arslan  (アルスラーン戦記 Arusurān Senki) (2013-publicación).
- Yomi no Tsugai (2021-publicacíon)

## Premios
- 1999: 9.º 21st Century Shōnen Gangan Award por Stray Dog[18]
- 2003: 49.º Shogakukan Manga Award, categoría Shōnen por Fullmetal Alchemist[19]